# راه دریایی شمال

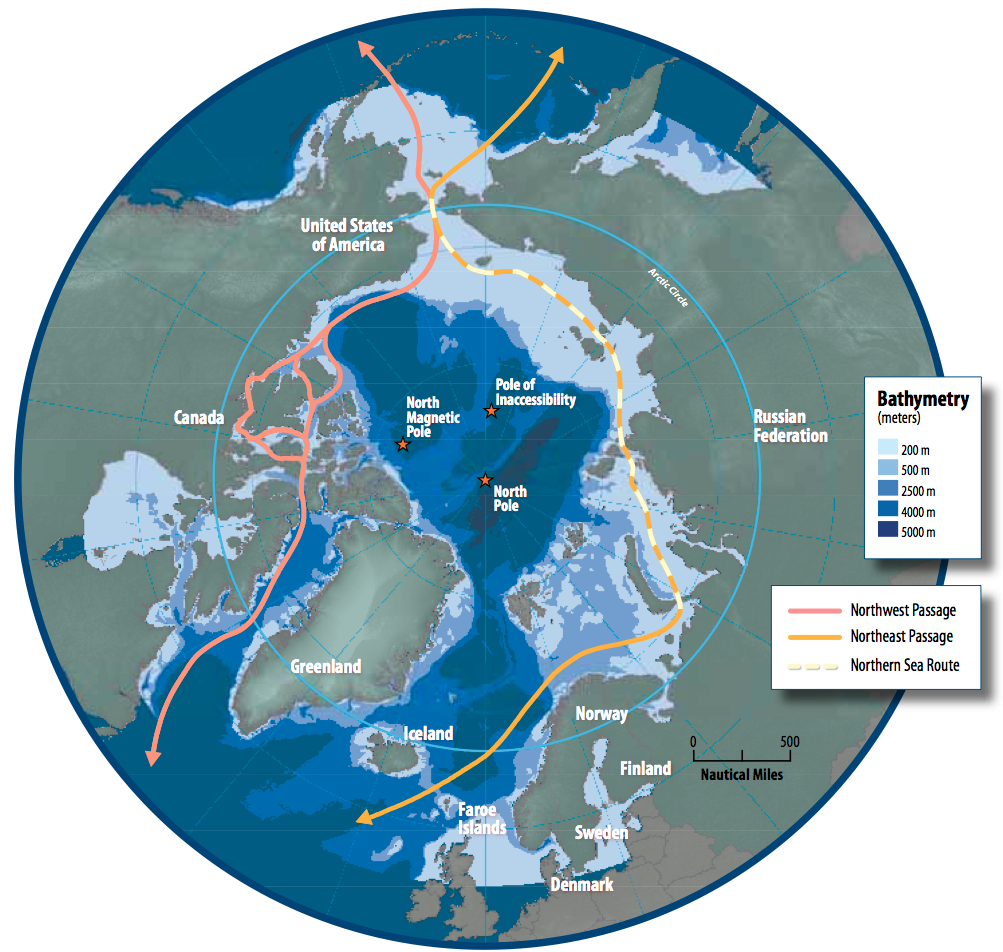
نقشه منطقه شمالگان که راه دریایی شمال (خط زرد ناپیوسته)، گذرگاه شمال شرقی (خط زرد پیوسته) و گذرگاه شمال غربی (خط قرمز) را نشان می‌دهد.

راه دریایی شمال (به روسی: Се́верный морско́й путь)، که به اختصار NSR نامیده می‌شود، یکی از راه‌های دریایی کشتی‌رانی و حمل و نقل است که به‌طور رسمی توسط قوانین روسیه از دریای کارا به اقیانوس آرام به‌طور خاص در حال اجرا در امتداد ساحل قطبی روسیه از تنگهٔ کارا بین تعریف شده‌است دریای بارنتز و دریای کارا، همراه سیبری، به تنگه برینگ. کل مسیر در آب‌های شمالگان و در منطقهٔ انحصاری اقتصادی روسیه (EEZ) نهفته‌است. پاره‌ای از این مسیر تنها برای دو ماه در سال از یخ خالی است. قبل از آغاز قرن بیستم آن را گذرگاه شمال شرقی نامیده می‌شد، و هنوز هم گاهی به این نام خوانده می‌شود.
در حالی که گذرگاه شمال شرقی شامل تمام دریاهای شرق قطب شمال است و اقیانوس اطلس و اقیانوس آرام را به هم می‌پیوندد، راه دریایی شمال بخشی از گذرگاه شمال شرقی است که در قوانین روسیه تعریف شده و دریای بارنتز را شامل نشده و در نتیجه به اقیانوس اطلس نمی‌رسد. با این حال راه دریایی شمال با بخش بزرگی از گذرگاه شمال شرقی انطباق دارد و گاهی عنوان راه دریایی شمال برای اشاره به تمامی گذرگاه شمال شرقی به‌کار می‌رود.
راه دریایی نخستین بار توسط آدولف اریک نوردنسکیولد کاوشگر سوئدی- فنلاندی با کشتی وگا در سال‌های ۱۸۷۸ تا ۷۹ پیموده شد.
روسیه به‌تازگی درصدد احیای این راه است.